# Fleurieu-Halbinsel
Die Fleurieu-Halbinsel ist eine Halbinsel südlich von Adelaide im australischen Staat South Australia.
Wichtige Orte auf ihrem Gebiet sind Victor Harbor, Goolwa, Yankalilla, Rapid Bay und die Weinbauregion McLaren Vale. Gute Bedingungen für das Surfen herrschen bei Waitpinga und Browns Beach.
Zwischen Cape Jervis an der Spitze der Halbinsel und der der Halbinsel vorgelagerten Insel Kangaroo Island besteht eine Fährverbindung.
Die Kaurna, Ngarrindjeri und Perramangk sind Stämme der Aborigines. Sie lebten vor der Ankunft der ersten Europäer auf der Fleurieu Peninsula. Die Halbinsel wurde 1802 von Kapitän Nicolas Baudin nach dem Entdecker und französischen Marineminister Charles Pierre Claret, Comte de Fleurieu, benannt.
Typisch für das Landschaftsbild sind Strände, Wälder und Agrarflächen. Die bekanntesten Sandstrände sind Christies Beach, Muslim Beach, Carrickalinga Beach, Parsons Beach und Waitpinga Beach. Der Deep Creek Conservation Park, der Granite Island Recreation Park und der Newland Head Conservation Park sind Naturschutzgebiete der Halbinsel. Zur Tierwelt gehören Robben, Zwergpinguine, Delfine und Fetzenfische. Zwischen Mai und Oktober ziehen Wale an der Küste vorbei. Das Mittelmeerklima begünstigt den Anbau von Wein, Oliven und Zitrusfrüchten. Die größeren Weinanbaugebiete sind McLaren Vale, Langhorne Creek und Currency Creek. Die Fleurieu Peninsula verfügt über ein großes Netz an Wander- und Radwegen. Beispielsweise befindet sich das südliche Ende des 1200 km langen Heysen Trail am Cape Jervis. Dieser Weg verläuft durch die Halbinsel, das Barossa Valley und die Flinders Ranges.